# 牧野幸雄
牧野 幸雄（まきの ゆきお、1980年5月6日 - ）は、日本のセーリング選手である。トヨタ自動車東日本所属。

## 生涯・経歴
1980年5月6日に熊本県に生まれ、立命館大学を卒業した。
2008年には、北京オリンピックに出場し、石橋顕と共にセーリング49er級で12位になった。
2012年ロンドンオリンピックの男子49er級では、高橋賢次とのペアで18位になった。
2016年リオデジャネイロオリンピックの男子49er級でも高橋賢次と組み、18位になった。